# Scaptomyza exigua
Scaptomyza exigua är en tvåvingeart som först beskrevs av Grimshaw 1901.  Scaptomyza exigua ingår i släktet Scaptomyza och familjen daggflugor. Inga underarter finns listade i Catalogue of Life.